# Aptinina
Aptinina é uma subtribo de carabídeos, pertencendo a tribo Brachinini.

## Gêneros
- Aptinus Bonelli, 1810
- Styphlodromus Basilewsky, 1959
- Styphlomerus Chaudoir, 1875